# Ramón Alfredo Dus

Wappen von Ramon Alfredo Dus

Ramón Alfredo Dus (* 22. Mai 1956 in San Lorenzo) ist Erzbischof von Resistencia.

## Leben
Ramón Alfredo Dus empfing am 13. Dezember 1987 die Priesterweihe.
Papst Benedikt XVI. ernannte ihn am 5. August 2005 zum Titularbischof von Thibica und zum Weihbischof in Reconquista. Die Bischofsweihe spendete ihm der Erzbischof von Paraná, Mario Luis Bautista Maulión, am 17. September desselben Jahres; Mitkonsekratoren waren Estanislao Esteban Karlic, emeritierter Erzbischof von Paraná, und Andrés Stanovnik OFMCap, Bischof von Reconquista.
Am 26. März 2008 wurde er von Benedikt XVI. zum Bischof von Reconquista ernannt. Am 21. Februar 2013 wurde er zum Erzbischof von Resistencia ernannt und am 3. Mai  desselben Jahres in das Amt eingeführt. 